# Comores aux Jeux olympiques d'été de 2000
L'équipe des Comores olympique participe pour la deuxième fois à des Jeux d'été aux Jeux olympiques d'été de 2000 à Sydney. La délégation comorienne est composée de deux athlètes.

## Nombre d'athlètes qualifiés par sport
Voici la liste des qualifiés et sélectionnés Comoriens par sport (remplaçants compris) :
| Sport      | Hommes | Femmes | Total |
| ---------- | ------ | ------ | ----- |
| Athlétisme | 1      | 1      | 2     |

## Liste des médaillés botswanais
Aucun athlète comoriens ne remporte de médaille durant ces JO.

## Athlétisme

### Hommes
| Athlète         | Épreuve | Série   | Série | Demi-finale | Demi-finale | Finale  | Finale  |
| Athlète         | Épreuve | Temps   | Rang  | Temps       | Rang        | Temps   | Rang    |
| --------------- | ------- | ------- | ----- | ----------- | ----------- | ------- | ------- |
| Hadhari Djaffar | 100 m   | 10 s 68 | 7e    | Eliminé     | Eliminé     | Eliminé | Eliminé |

### Femmes
| Athlète          | Épreuve | Séries  | Séries | Quarts de finale | Quarts de finale | Demi-finales | Demi-finales | Finale  | Finale  |
| Athlète          | Épreuve | Temps   | Rang   | Temps            | Rang             | Temps        | Rang         | Temps   | Rang    |
| ---------------- | ------- | ------- | ------ | ---------------- | ---------------- | ------------ | ------------ | ------- | ------- |
| Sandjema Batouli | 100 m   | 13 s 58 | 9e     | Eliminé          | Eliminé          | Eliminé      | Eliminé      | Eliminé | Eliminé |